# I Feel Free
I Feel Free è un singolo del gruppo rock britannico Cream, pubblicato nel 1966.

## Il brano
Il testo del brano è stato scritto da Pete Brown, mentre la musica è stata composta da Jack Bruce.
Si tratta del secondo singolo in assoluto del gruppo e del primo pubblicato sul mercato statunitense: il brano infatti fa parte della tracklist della versione statunitense dell'album Fresh Cream. Esso è stato prodotto da Robert Stigwood e registrato a Londra, presso gli Ryemuse Studios, nel settembre 1966.

## Tracce
- 7" (UK/USA)

1. I Feel Free
2. N.S.U.

## Formazione
- Ginger Baker - batteria, percussioni, voce
- Jack Bruce - voce, basso
- Eric Clapton - chitarra, voce

## Cover
La cantante statunitense Belinda Carlisle nel 1988 ha pubblicato la cover del brano come singolo estratto dal suo secondo album in studio da solista, Heaven on Earth.
Il gruppo degli The Amboy Dukes ha registrato il brano nel 1967 per il loro primo album, l'eponimo The Amboy Dukes.
Nel 1984 il britannico Mark King ha inciso l'album solista Influences, in cui ha scelto il brano quale unica cover presente nel disco.
Nel 1993 il cantautore britannico David Bowie ha inserito una sua versione del brano nel suo album Black Tie White Noise.
I Foo Fighters nel 2005 hanno inserito la loro cover nel singolo DOA. Il pezzo è anche incluso nell'EP Five Songs and a Cover.
Il gruppo tedesco dei Gregorian ha pubblicato il brano nell'album Masters of Chant Chapter V, uscito nel 2006.